# Sydney Nicholson
Sir Sydney Hugo Nicholson (* 9. Februar 1875 in London; † 30. Mai 1947 in Ashford) war ein englischer Organist und Musikpädagoge.

## Leben und Werk
Sydney Nicholson studierte bei Walter Parratt und bei Charles Villiers Stanford sowie am Royal College of Music in London und bei Iwan Knorr in Frankfurt am Main. Ab 1904 wirkte er als Organist und Chorleiter an der Carlisle Cathedral. Von 1908 bis 1918 wirkte er in gleicher Funktion an der Kathedrale von Manchester und von 1918 bis 1927 an Westminster Abbey. An letzterem Ort wirkte er mit dem „Special Choir“ besonders erfolgreich. Als Vorsitzender der „Church Music Society“ (bis 1930) setzte er sich für eine Erneuerung der anglikanischen Kirchenmusik ein und gründete 1928 die „School of English Church Music“, und deren „College of St. Nicolas“ in Chislehurst (1929), das sich heute in Canterbury befindet. 1938 wurde Nicholson in den Adelsstand erhoben.
Sydney Nicholson schrieb die komische Oper „The Mermaid“ (1928), für seine Chorsänger die heiteren Opern „The Boy Bishop“ und „The Children of the Chapel“, ferner „British Songs for British Boys“, Kinderkantaten sowie die „Kantate“ (1914). Darüber hinaus schrieb er Kirchenmusik und zahlreiche Chöre. Zahlreiche seiner Publikationen befassen sich mit der Kirchenmusik, darunter das Buch „Quires and Places where they sing“ (London 1932) und „Eine Geschichte der anglikanischen Chöre seit dem Mittelalter“.